# Канікули (фільм, 2013)
Канікули — українська короткометражна документальна стрічка режисера Марини Степанської. 

## Інформація
Сценарій фільму заснований на п'єсі приятеля Марини Степанської — Анселса Каугерса. Він латиш, і він написав історію про подорож двох хлопців, під час якого вони познайомилися, закохалися, розлучилися, кожен знайшов сам себе, і все закінчилося хепі-ендом.

### Опис
Фільм розповідає про хлопця і дівчину, які полишають місто й вирушають в село, щоб віднайти себе. Деякі кажуть, що стрічка Марини Степанської дуже відверта і є поєднанням ігрового та документального кіно. У фільмі показано пару молодих людей, які прибувають у неназване поселення, ймовірне, рідне містечко хлопця, де вони проводять літні канікули. Глядач бачить цікаву динаміку стосунків — від конфліктів, які виникають внаслідок побутових непорозумінь та різниці у темпераменті, до перших ознак взаєморозуміння.

### Знімальна команда
- Режисер — Марина Степанська,
- Сценарій — Марина Степанська,
- Оператор — Марина Степанська,
- Монтаж — Марина Степанська,
- Музика — Антон Байбаков,
- Продюсер — Марина Степанська,
- Міжнародні права — Марина Степанська.

### Актори
- Юлія Артюх
- Дмитро Глухенький

### Відзнаки
- Стрічка брала участь у Національному конкурсі МКФ «Молодість» 43[1].

## Рецензії
Після прем'єри стрічки на "Молодості", український кінокритик Ігор Грабович позитивно відгукнувся про стрічку.